# Domenico Centurioni
Domenico Centurioni (ur. 26 października 1940 w Rzymie) – włoski zapaśnik walczący w stylu klasycznym. Olimpijczyk z Meksyku 1968, gdzie odpadł w eliminacjach w kategorii do 52 kg.
Piąty na mistrzostwach Europy w 1967. Brązowy medalista igrzysk śródziemnomorskich w 1967 roku.